# لووندسویل (کارولینای جنوبی)
لووندسویل(به انگلیسی: Lowndesville) شهری در ایالت کارولینای جنوبی کشور ایالات متحده آمریکا است که جمعیت آن در سرشماری سال ۲۰۱۰ میلادی، ۱۲۸ نفر بوده‌است.